# دنیا از دید ماه
«دنیا از دید ماه» (به انگلیسی: The World from the Side of the Moon) آلبومی از هنرمند اهل ایالات متحده آمریکا فیلیپ فیلیپس است که در ۱۹ نوامبر ۲۰۱۲ منتشر شد.